# Bronisław Pieracki

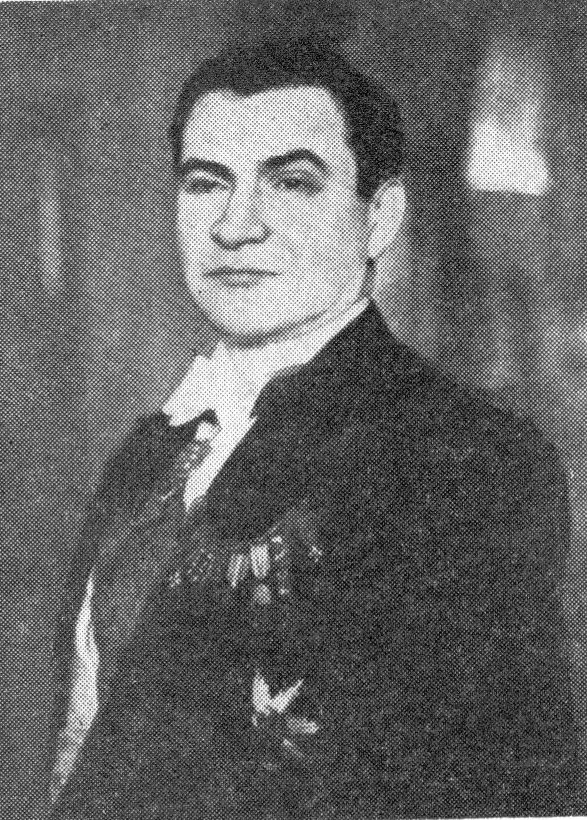
Bronisław Pieracki

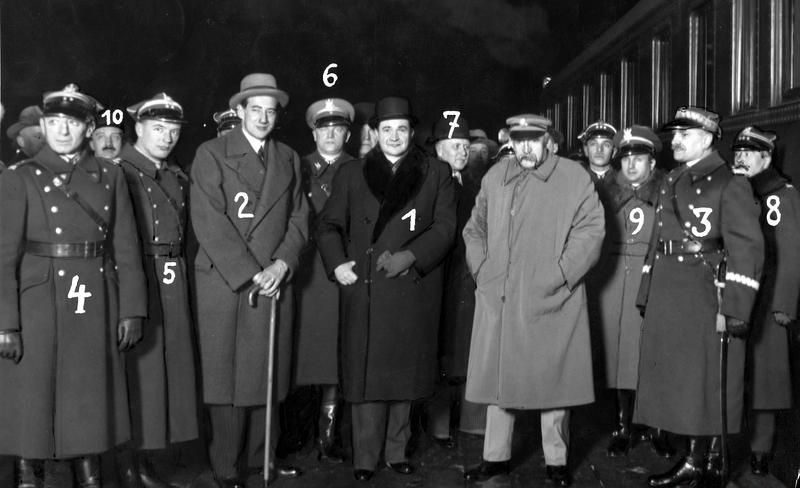
Pieracki (1) zusammen mit Marschall Piłsudski (rechts neben ihm) und anderen polnischen Offizieren und Politikern (2: Józef Beck, 3: F. S. Składkowski) im Jahr 1933

Bronisław Pieracki (* 28. Mai 1895 in Gorlice, Galizien, Österreich-Ungarn; † 15. Juni 1934 in Warschau) war ein polnischer Politiker und Offizier. Er kämpfte während des Ersten Weltkriegs in den Legionen Piłsudskis und wurde 1917 in die österreichisch-ungarische Armee eingezogen. Seit Oktober 1918 in der neuen polnischen Armee dienend, leitete er im Polnisch-Ukrainischen Krieg von 1918/1919 die Verteidigung von Lemberg.
Pieracki war 1926 einer der Mitorganisatoren des Maiputsches von Józef Piłsudski und einer der engsten politischen Mitarbeiter des Marschalls in der Folgezeit. Von 1928 bis 1929 war er zweiter Stellvertreter des Generalstabschefs der Armee, 1929 bis 1930 stellvertretender Innenminister, seit 1931 Innenminister Polens. In dieser Funktion war er für die Bekämpfung der Organisation Ukrainischer Nationalisten (OUN) zuständig. Im Jahr 1934 fiel er einem Attentat der OUN zum Opfer. Sein gewaltsamer Tod bildete den Auftakt zu einem noch radikaleren Vorgehen des Sanacja-Lagers gegen die politische Opposition im Land. Postum wurde Pieracki zum Brigadegeneral ernannt.